# Ioan Maier
Ioan Maier (n. 17 mai 1941, Turdaș, Hunedoara, România – d. 20 iunie 2023) a fost un politician român, deputat în legislatura 1992-1996, ales în județul Alba pe listele partidului PDSR.
S-a născut în Turdaș, județul Hunedoara și între 2000 și 2004 a deținut funcția de subprefect al județului Alba. 